# Ćwitowa (obwód iwanofrankiwski)
Ćwitowa (ukr. Цвітова) – wieś na Ukrainie, w  obwodzie iwanofrankiwskim, w rejonie kałuskim nad Dniestrem.

## Historia
Obok wsi znajduje się grodzisko.
Pierwsza pisemna wzmianka o wsi pochodzi z  1578 roku. W 1880 roku wieś liczyła 550 mieszkańców: 428 grekokatolików, 118 rzymskich katolików,4 żydów; kościół należał do parafii greckokatolickiej w miejscowości Łuka. Pod koniec XIX w. właścicielem większej części wsi był Jan Jankowski.
27 marca 1944 roku doszło tu do uprowadzenia przez UPA 45 letniego Polaka, którego po torturach zamordowano. 31 marca 1944 roku UPA zamordowała tu leśniczego Polaka i całą jego rodzinę. Na początku kwietnia 1944 roku UPA zamordowała tu 11 Polaków, będących mężami Ukrainek oraz ich synów.

## Zabytki
- kościół pw. św. Mikołaja został zbudowany w 1864 roku i z lat 30. XX wieku, proj. Wawrzyniec Dayczak, jest zabytkiem architektury o znaczeniu lokalnym.
- zamek - w miejscowości istniał zamek szlachcica Błażowskiego.